# Размисли и страсти
„Размисли и страсти“ е публицистично предаване, излъчвано от 2002 до 2007 г. по национална кабелна телевизия „СКАТ“.
В предаването водещият проф. д.ф.н. Юлиан Вучков засяга различни страни от човешкия живот - културата, политиката, социалните проблеми и други.

## Излъчване
Предаването се излъчва от 2002 г. до 30 декември 2007 г. по СКАТ.
От 26 януари 2008 г. предаването е преместено в ефирната TV2 и се излъчва всяка събота от 21:00 ч. до полунощ. Новото име на предаването е „Времена и нрави“.

### Продъжителност
Продължителността на предаването е 180 минути, като е разделено на 3 части.
- Първата част се състои от монолог на водещия със средна продължителност 30-35 мин.
- Във втората част има диалог със зрителите, който продължава близо 60 мин. Професор Вучков също така е много популярен и зад граница, много българи от чужбина вземат активно участие в дискусиите чрез зрителските обаждания. В края на зрителските обаждания водещият изчита най-любопитните и интересни писма, получени през седмицата.
- В последната трета част – „шампанското на предаването“, в студиото влиза известен гост от сферата на науката, изкуството или политиката.

Характерна за предаването е авторитарността на водещия.